# Camponotus vezenyii
Camponotus vezenyii é uma espécie de inseto do gênero Camponotus, pertencente à família Formicidae.